# Tritonia undulata
Tritonia undulata là một loài thực vật có hoa trong họ Diên vĩ. Loài này được (Burm.f.) Baker miêu tả khoa học đầu tiên năm 1877.